# 熊本マリスト学園中学校・高等学校
熊本マリスト学園中学校・高等学校（くまもとマリストがくえんちゅうがっこう・こうとうがっこう）は、熊本県熊本市東区健軍二丁目にある私立中学校・高等学校。

## 概要
毎日、朝の祈りが行われており、教諭が聖書の一節を紹介する。各教室にはイエス・キリストの十字架が掲げられている。
2010年9月より、創立50周年記念事業として校舎の増築補強工事が開始された。
2017年、茨木寮の一部と小崎寮が取り壊され、跡地に新小崎寮が建てられた。

## 沿革
- 1960年 - 起工式。
- 1961年 - 高校部が開校され、73名が入学。
- 1962年 - 別館を工事する。
- 1964年 - 茨木寮着工。中学部開校。
- 1965年 - 強歩大会開始・地方試験を奄美で行う。
- 1967年 - バチカン駐日大使ブルノ・ヴステンベルグ大司教訪問。
- 1968年 - 湖東寮開設・体育祭にバザー登場。
- 1969年 - 地方試験（北九州）を行う・三木寮竣工。
- 1971年 - ローマ教皇ヨハネ・パウロ2世学校訪問。
- 1972年 - 学園祭開始。
- 1973年 - 健軍寮が開設され、湖東寮が閉鎖される。
- 1975年 - 林記念体育館兼講堂が完成・バチカン駐日大使ヒッポリト・ロトリ大司教学校訪問・プール完成。
- 1983年 - 横綱隆の里俊英学校訪問。
- 1985年 - シャンパニア館完成。
- 1991年 - パトリック校長が91年度をもって校長を勇退。2代目校長に山口潔隆が就任。
- 2000年 - 男女共学化。
- 2008年 - 千玄室来校。
- 2009年 - 学園祭が、体育大会・文化祭に分かれ、毎年5月に行っていた強歩大会が10月に変更になる。
- 2010年 - 創立50周年記念事業（校舎等の増改築工事が行われた）。
- 2011年 - 創立50周年を迎える。
- 2014年 - 体育大会と文化祭がまたマリスト祭としてひとつの行事となり、強歩大会が4月、マリスト祭が9月に変更になる。
- 2017年 - 茨木寮の一部と小崎寮が取り壊され、跡地に新小崎寮が完成。

## 基礎データ

### 制服
- 男子は紺色のブレザーに、黒色・灰色のズボンに、黄色・赤色のネクタイ。
- 女子は黄土色のブレザーに、青色・赤色のネクタイ、青色・赤色のスカート。2010年より、高校は青、中学は赤色のスカートを着用する。
- 体育服・スリッパは、学年によって色が異なり緑、青、赤がある。

### 設備
- 体育館
- 屋外プール
- 運動場
- 寮（1棟）
- 武道場
- シャンパニア館（教室、図書館、ホールなどがある）
- 図書館
- 弓道場
- 聖堂
- 売店（文房具店・パン屋）
- テニスコート(硬式・軟式)
- ハンドボールコート(2面)
- 寮食堂（中学は全員給食、高校も希望者は給食を食べることができる）
- マリストタワー

### 理事長
- 初代 - ブラザー・パトリック・フランシス
- ブラパト勇退後、複数人歴任。
- ?代 - ヴィンセント・ヤング・キャンプ
- ?代 - 岩下康
- ?代 - 源島真一郎
- ?代 ｰ 岩永利晴

### 校長
- 初代 - ブラザー・パトリック・フランシス（1961年〜1991年）
- 2代 - ブラザー・山口潔隆（1992年〜1993年）
- 3代 - 深井勤（1993年〜1994年）
- 4代 - 森淳（1995〜2004年、本校体育教員）
- 5代 - 伊東洋介（2004年〜2008年、本校数学教員）
- 6代 - 源島真一郎（2008年〜2013年、前熊本県立第二高等学校校長・3期生）
- 7代 - 岩永利晴（2013年〜2020年、本校英語教員）
- 8代 - 松山秀峰（2020年～202４年）
- 9代－光永 幸生（2024年～現在）

### その他
マリスト卒業生の医師によるマリスト医師会がある。

## 行事
- 4月：中学部・高校部入学式
- 4月：高校新入生オリエンテーション、強歩大会
- 6月：創立記念講話
- 9月：マリスト祭（文化発表会・体育発表会）
- 11月：芸術鑑賞教室
- 12月：高校修学旅行（東京・長野、北海道）
- 1月：高校部卒業式
- 3月：中学修学旅行(シンガポール)
- 3月：中学部卒業式

## 学生寮
- 小崎寮（中学・高校男子・トマス小崎から）
- 三木寮（中学・高校女子・パウロ三木から）

## 部活動

### 体育系
- 陸上
- 剣道
- ソフトテニス
- 硬式テニス
- 弓道
- 柔道（休部）
- サッカー
- ラグビー（休部）
- 空手
- ハンドボール
- 水泳
- バレーボール
- バスケットボール
- 卓球

### 文化系
- サイエンス
- 美術
- 吹奏楽
- 放送
- 合唱
- ボランティア
- 英会話（休部）
- 囲碁将棋
- 家庭
- 書道
- 茶道
- ディベート(同好会)
- 勉強部

### 成績
- 1970年（昭和45年）- 全国高等学校総合体育大会ハンドボール競技大会出場
- 1973年（昭和48年）- 全国高等学校総合体育大会空手道競技大会準優勝（男子）
- 1977年（昭和52年）- 全国中学校ハンドボール大会優勝（男子）
- 1983年（昭和58年）- 全国高等学校空手道選抜大会団体組手優勝（男子）
- 1994年（平成6年）- 全国中学校空手道選抜大会団体組手優勝（男子）
- 2004年（平成16年）- 第28回全国高等学校総合文化祭囲碁部門全国大会団体戦出場
- 2015年（平成27年）-第20回全国中学・高校ディベート選手権高校の部優勝
- 2018年（平成30年）-第22回 熊本県高文連吹奏楽専門部 新人コンクール 金賞

## 著名な出身者

### 政治
- 矢上雅義（元相良村村長・上智大学経済学部卒業）
- 大久保明（鹿児島県伊仙町町長・医師・鹿児島大学医学部卒業）

### 実業
- 渡部肇史（電源開発代表取締役社長・10期生・東京大学法学部卒業）[1]
- 高橋光宏（高橋酒造株式会社代表取締役社長・11期生・北九州市立大学商学部卒業）
- 中村栄輔（モスフードサービス代表取締役社長・中央大学法学部卒業）
- 大川内稔（日本ヒューム株式会社代表取締役社長・上智大学経済学部卒業）

### 芸能
- 大江慎也（ミュージシャン・福岡県立東筑高等学校卒業）中学部1年で中退
- 平田輝（ミュージシャン・日本大学工学部卒業）
- ふとがね金太（ミュージシャン・大阪芸術大学芸術学部卒業）
- 三遊亭ふう丈（落語家・駒澤大学経済学部卒業）
- 今吉めぐみ（元SDN48・43期生・同志社大学経済学部卒業）
- 白華れみ（元宝塚歌劇団星組娘役）
- 長木真琴（タレント・ラジオパーソナリティ）
- 玉城満（劇団「笑築過激団」座長。りんけんバンド元メンバー・政治家・岡山理科大学卒業）中学部のみ
- 小松野希海[2]（元劇団四季・ミュージカル団体「studio in.K.（スタジオインク）」代表・ローカルタレント・熊本大学教育学部卒業・43期生）2017年から2018年まで中学部で講師[3]を務めた。
- 下司愉宇起（歌手・指揮者・作詞家・音楽プロデューサー・東京芸術大学音楽学部卒業）中学部卒業時に内部進学せず熊本市立必由館高等学校に進学

### 文化
- 大場惑（SF作家・11期生・東京理科大学理工学部卒業）
- 梶尾真治（SF作家・3期生・福岡大学経済学部卒業）
- 羅門祐人（作家・12期生・埼玉医科大学医学部中退）
- 瀬口たかひろ（漫画家・大分大学卒業）
- 武田双雲（書道家・31期生・東京理科大学理工学部卒業）
- 武田双龍（書道家・39期生・熊本県立大学卒業）
- 島尾伸三（写真家・4期生・東京造形大学造形学部卒業）
- 小山薫堂（放送作家・20期生・日本大学芸術学部放送学科卒業）
- 内田ぼちぼち（放送作家・32期生・青山学院大学法学部卒業）

### マスコミ
- 惠隆之介（軍事ジャーナリスト・10期生・防衛大学校卒業）
- 中原理菜（テレビ熊本アナウンサー・40期生・横浜国立大学教育人間科学部卒業）
- 畠山衣美（NHKアナウンサー・津田塾大学学芸学部卒業）
- 住吉香音（熊本朝日放送アナウンサー・広島大学経済学部卒業）
- 山崎香佳（毎日放送アナウンサー・西南学院大学人間科学部卒業）

### その他
- 岡本公三（革命家・共産主義者同盟赤軍派・テルアビブ空港乱射事件実行犯・鹿児島大学農学部卒業）
- 宮津航一（「ふるさと元気子ども食堂」代表・熊本県立大学総合管理学部在学中）

## その他
- 毎年1月31日頃にある高校部卒業式では、熊本県内高校でトップを切って行われるため、多くの報道機関が取材のため来校する。
- 強歩大会では、42.195キロメートルを走る。制限タイムがあり、それを超えると棄権とみなされ、落伍者バスに乗せられる。また2016年に発生した熊本地震の影響により、その年は中止、2017年と2018年では開催できたものの、33km程に変更を余儀なくされている。

## 学校周辺
- 健軍校前停留場
- 健軍神社
- 熊本市立健軍小学校
- 熊本市立湖東中学校
- 熊本東郵便局